# Labrador
Labrador, tudi Quebeško-labradorski polotok je velik polotok na severovzhodnem robu Severne Amerike, ki ga na vzhodu in severu obliva Labradorsko morje, na zahodu pa na drugi strani Hudsonovega preliva leži Hudsonov zaliv. Na jugu preide v celino, meja poteka med južnim robom Hudsonovega zaliva na zahodu in Zalivom svetega Lovrenca na vzhodu. Pri tem meja ni natančno določena zaradi nejasnosti, kje Reka svetega Lovrenca preide v zaliv. Večino polotoka zavzema kanadska provinca Québec, na severovzhodu pa je celinski del (Labrador v ožjem pomenu) province Nova Fundlandija in Labrador.
Regiji je dal ime portugalski raziskovalec João Fernandes, ki je bil mali posestnik (lavrador) na Azorih in je leta 1499 prejel patent od kralja Manuela I. da razišče ta del Novega sveta skladno z določili pogodbe iz Tordesillasa. Podrobnosti o njegovem podvigu niso ohranjene, a naj bi leta 1500 dosegel obalo Grenlandije in jo poimenoval Terra do Lavrador. Šele kasneje so začeli ime uporabljati za deželo jugozahodno od Grenlandije.